# Петрівка (Краматорський район)
Петрі́вка — село в Україні, у Дружківській міській громаді Краматорського району Донецької області.

## Географія
Відстань до райцентру становить близько 45 км і проходить переважно автошляхом Н20. Село розташоване на берегах річки Казенний Торець у безпосередній близькості від міста Дружківка.

## Населення
За даними перепису 2001 року населення села становило 21 особу, із них 95,24 % зазначили рідною мову українську та 4,76 % — російську.

## Транспорт
Селом пролягає автошлях районного значення:
С050809 (Катеринівка — Петрівка)

## Відомі люди
Народилися
- Чуруканов Микола Артемович (нар. 1947) — український художник.